# أولريكه كوفمان
أولريكه كوفمان (بالألمانية: Ulrike Kaufmann) (و. 1953 – 2014 م) هي مصممة جرافيك، وممثلة نمساوية، توفيت عن عمر يناهز 61 عاماً.

## جوائز
حصلت على جوائز منها:
- جائزة نستروي [الإنجليزية]‏
- ميدالية كاينز  [لغات أخرى]‏

## وصلات خارجية
- أولريكه كوفمان على موقع IMDb (الإنجليزية)

- أولريكه كوفمان في قاعدة بيانات الأفلام على الإنترنت